# Гай Требоний
Гай Требоний (на латински: C. Trebonius C.f.) е военен командир и политик от късната Римска република, съучастник в убийството на Юлий Цезар и първият убит от тях.

## Биография
Като народен трибун през 55 пр.н.е. Гай Требоний предлага закон за продължаване на пълномощията на Цезар в Галия. Избран е за претор през 48 пр.н.е. и през 47 пр.н.е. е изпратен в Испания, за да се бие с войската на Помпей. През 45 пр.н.е. става суфектконсул.
Участието му в убийството на Цезар се състои в това, че Требоний задържа Марк Антоний, като го заговаря пред заседателната зала на Сената, докато убийците намушкват Цезар.
През 43 пр.н.е. Требоний е проконсул в Азия, предоставена му още от Юлий Цезар. По предложение на Цицерон, Сенатът обявява Требоний за враг на народа.
На път за провинция Сирия, Публий Корнелий Долабела се отбива в Смирна, където е седалището на Требоний. Требоний не го пуска в града, но Долабела прониква тайно. Войниците му заварват Требоний в леглото и го убиват. Отсичат му главата и я набучват на трибуната на главния площад.
Требоний е написал книга с изказвания на Цицерон.